# 餃子
餃子（ギョウザ、ギョーザ、簡: 饺子、繁: 餃子、拼音: jiǎozi）は、小麦粉を原料とした皮で、肉・エビ・野菜などで作った餡を包み、茹でる・焼く・蒸す・揚げるなどの方法で調理した食べ物である。成形後の加熱調理方法の違いによって、水（茹で）餃子・焼き餃子・蒸し餃子・揚げ餃子などと呼ばれる。
なお、餃子とワンタンの関係については複雑に交錯してきた歴史があり必ずしも区別できないという指摘がある（後述）。一方、餃子と肉まんの関係については、小麦粉をこねる過程で発酵を経たかどうかによるとされる。

## 歴史

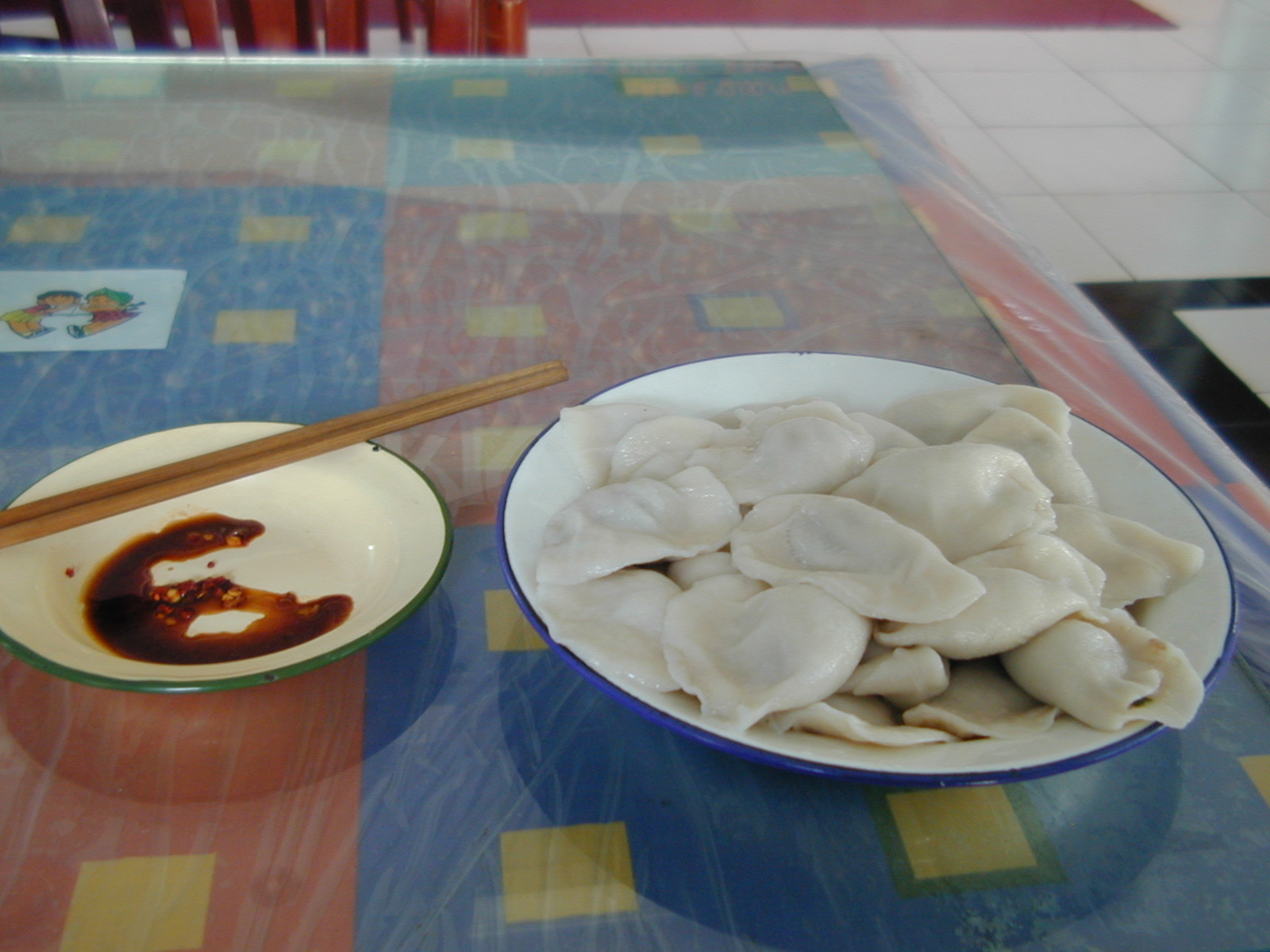
中国の水餃子

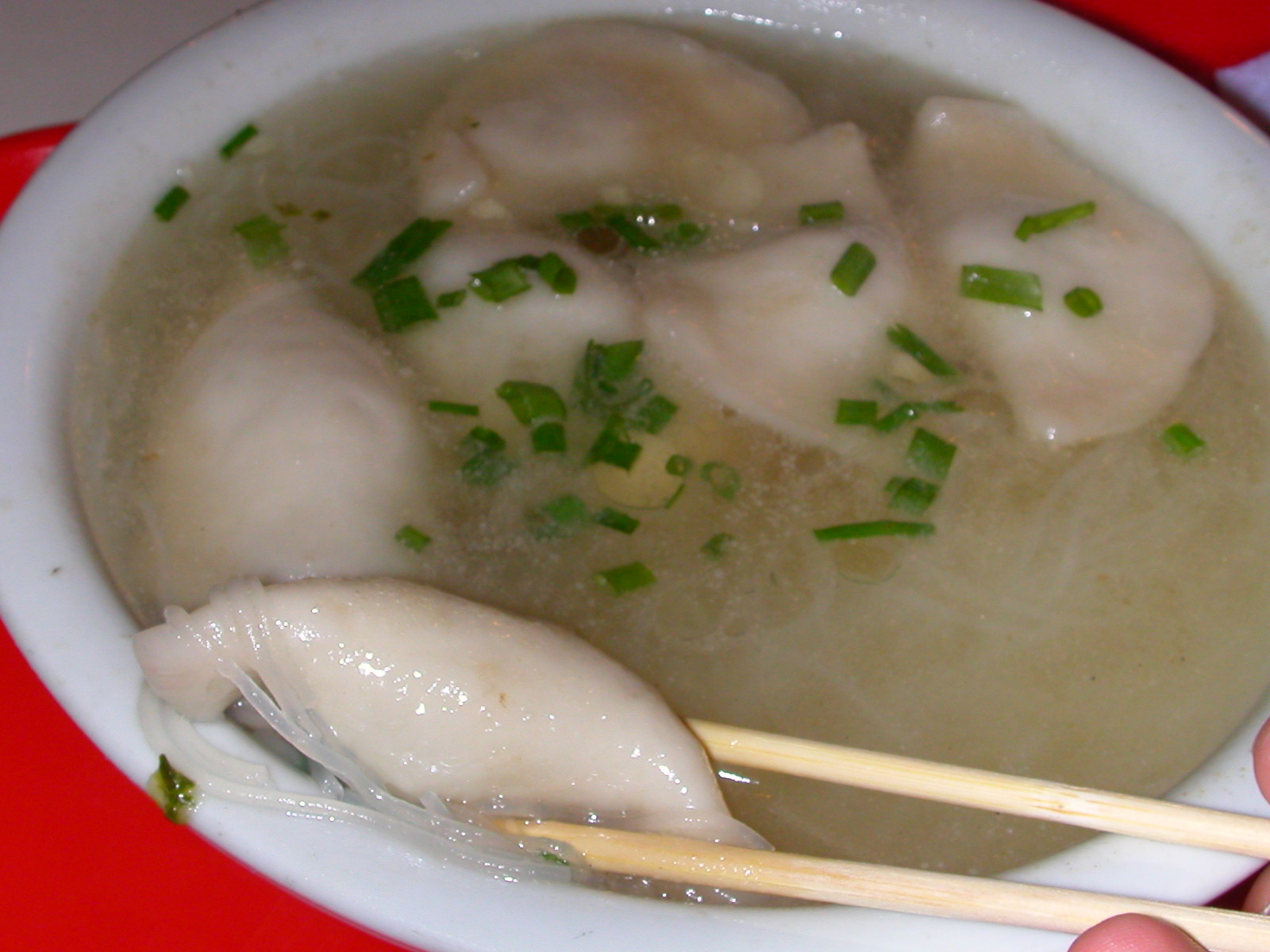
中国のスープ餃子（日本では水餃子と呼ばれることも多い）

歴史は古く、中国大陸の春秋時代の紀元前6世紀頃に現在の山東省で誕生したとされている。
1978年に山東省滕州にある薛国の古城遺跡で発見された古墳からは、祭礼に用いられたと考えられる青銅器が発掘されたが、そこには白くて三角形の具を包んだ食品が整然と並んだ状態で見つかった。この食品が餃子またはワンタンの祖型と考えられている。
餃子とワンタンはいずれも中国北方地方の小麦粉で作る食品に由来するが、複雑に交錯してきた歴史があり、両者をはっきりと区別できる情況にないとされる。水餃子とワンタンの区別に関して、汁に浮かして食べるか否かとする考え方もあるが、これに対しては中国の陝西省にある「酸湯水餃」など水餃子を汁に浮かして食べる地域も多く区別する判断基準にならないと指摘されている。比較的に餃子のポイントは具に置かれるのに対し、ワンタンのポイントはスープに置かれると説明されることもある。
餃子が徐々にワンタンと区別され、固有名詞として独立するようになったのは唐から宋の時代とされる。1972年にトルファン・アスタナの唐代の古墳から出土した副葬品の木製の椀からは半月型の餃子が発見されている。歴史的に、餃子の呼称は時代や地域、製法、材料の違いなどによって区別され、交子、角子、角児、粉角、扁食、饂飩、餃餌、煮餑餑、水餃児などと表現された。ただし、「餑餑」は北京では餃子を指すが、山東省では饅頭を指す場合にも用いられるなど呼称の用法には違いがある。

## 餃子の種類
焼き餃子
焼き餃子にあたるものは中国では「鍋貼」または「煎餃」と呼ばれている。「鍋貼」と「煎餃」をはっきりと区別しない地域もあるが、南京市などでは「鍋貼」は生の餃子を油で揚げたもの、「煎餃」は茹でた餃子を油で焦げ目がつく程度に揚げたものとして区別している。
水餃子
中国では「水餃」と呼ばれている。
スープ餃子
日本では湯で煮込んで酢醤油や辛子醤油などで食べるものを水餃子、スープで煮込むものをスープ餃子と分けることがある。
蒸し餃子
中国では「蒸餃」と呼ばれている。
揚げ餃子

## 中華圏の餃子

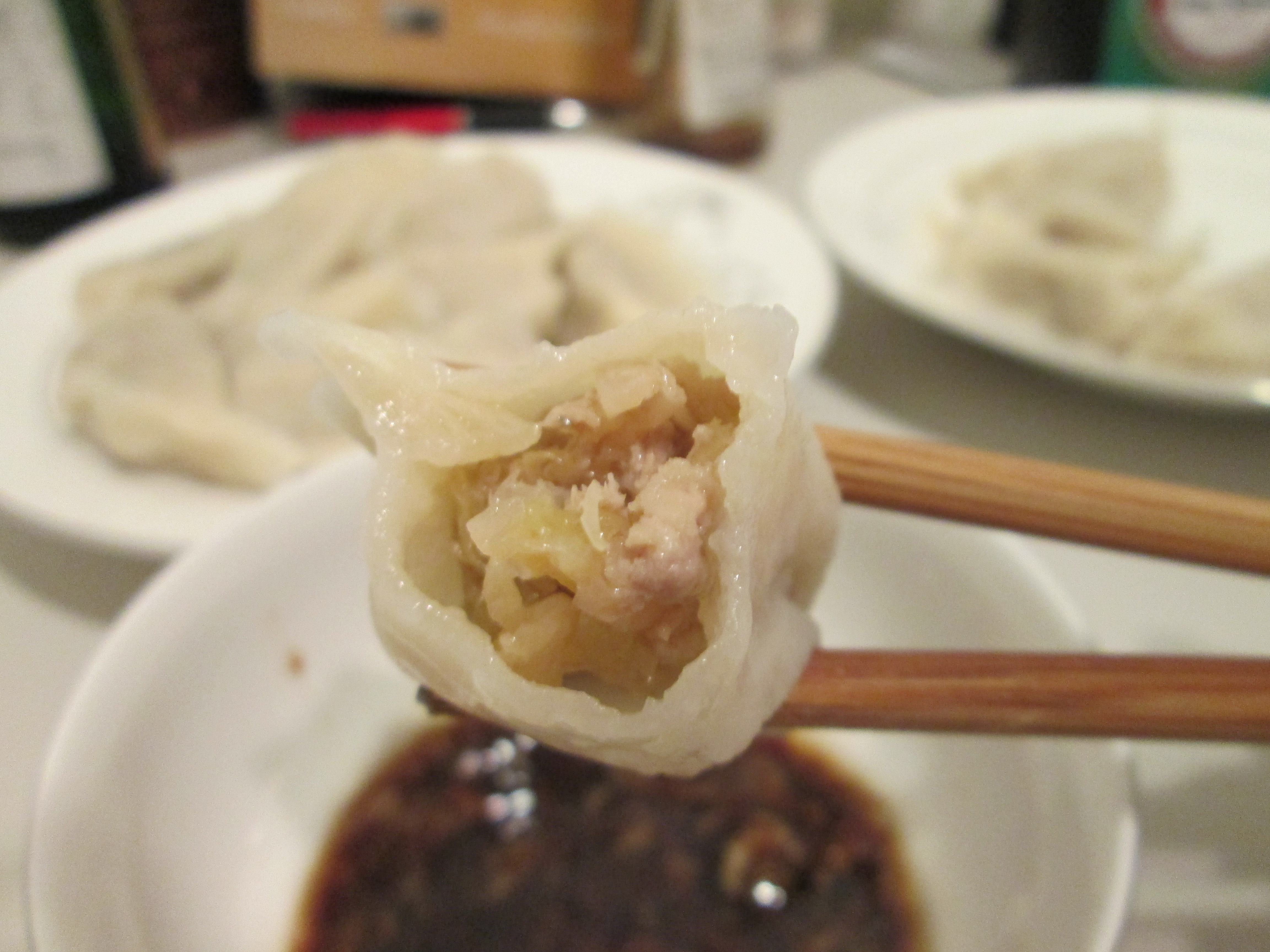
饺子（簡体字表記）

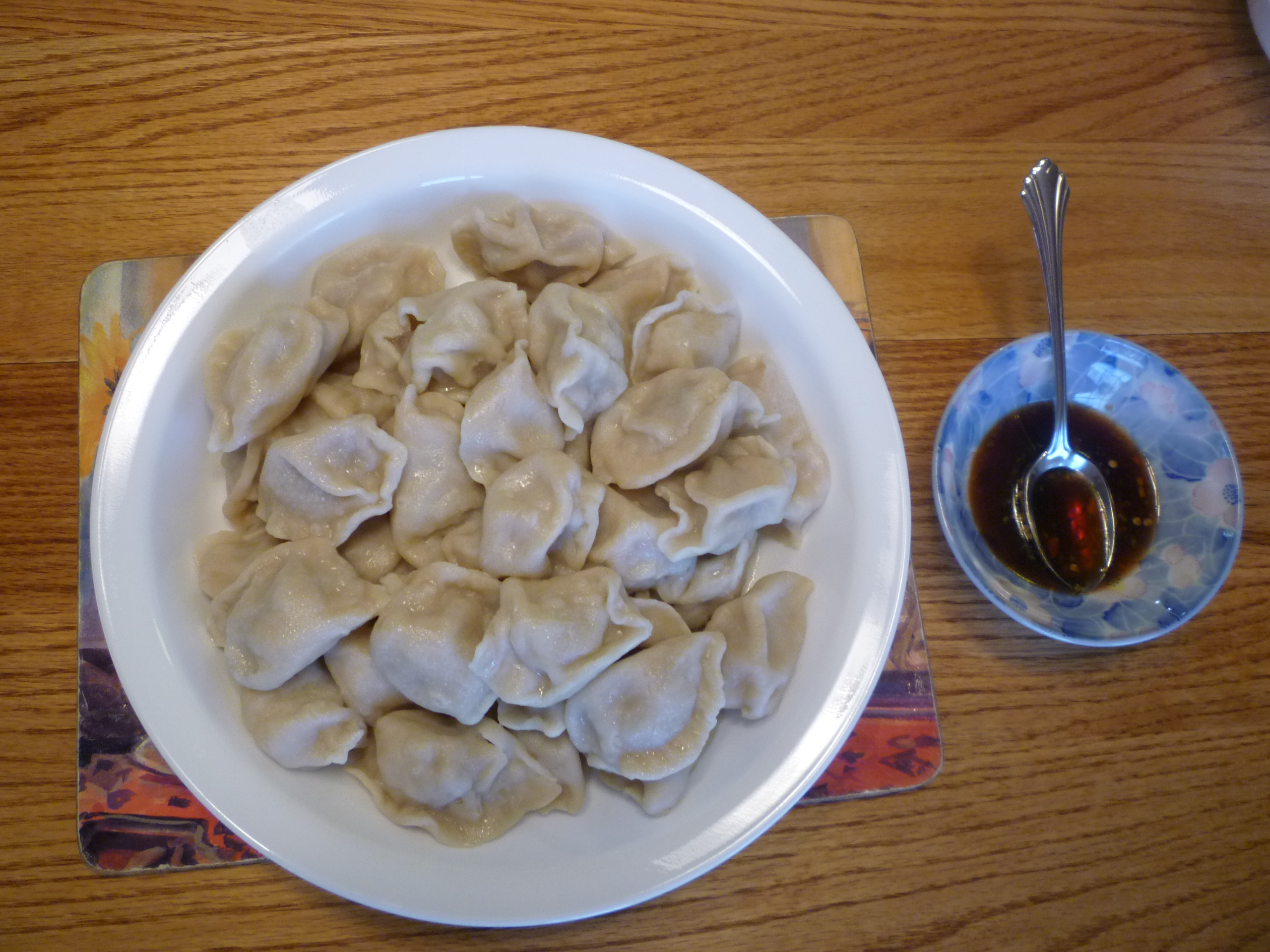
饺子

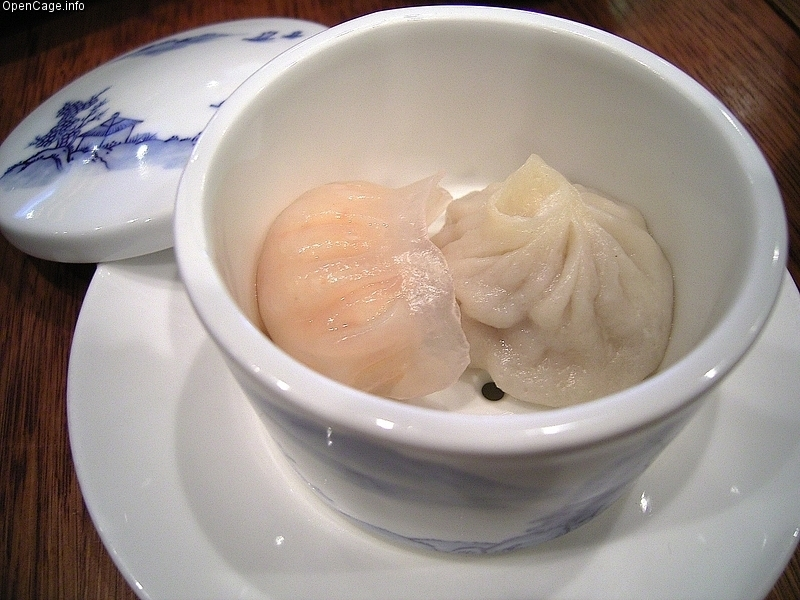
水晶蝦餃 （蒸饺）、中国の エビ入り蒸し餃子。

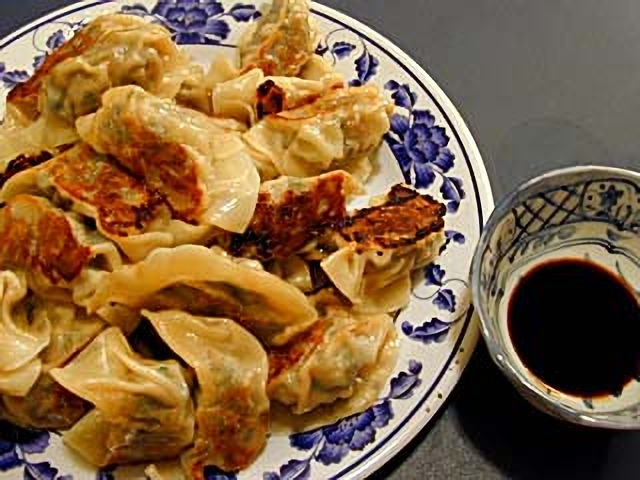
台湾などにある"焼き餃子"

中国においては、標準中国語の発音で「ジャオズ、チャオズ（ピン音：jiǎozi）」といい、特に中国東北部（満洲）において水餃子（茹で餃子、満洲語：ᡥᠣᡥᠣ
ᡝᡶᡝᠨ, hoho efen）がよく食べられる。満洲族による清朝成立後に広く華北一帯に普及し、中華料理の代表的な料理の一つになった。
中国での主な形態は、茹で餃子（水餃）、蒸し餃子（蒸餃）、焼き餃子（鍋貼）の三種に大別されるという。
中国北部地域では水餃子（水餃）は日常食であるとともに年中行事や冠婚葬祭における特別な食べ物と認識されている。一方で中国南部地域では儀礼食というより主食兼副食の食品として認識されている。
一方、焼き餃子に関して、中国北方では水餃子の残り物を翌朝に油で炒めて「煎餃」（焼餃子）として粥とともに食べる文化があった。そのためあまり客に出されるイメージではなかったが、後述の「日式餃子」の形で逆輸入されている。

### 縁起物
餃子はその発音が交子（子を授かる）と同じであることや、清代の銀子の形に似ていることから、縁起物としても食される。また「交」には「続く、末永し」という意味もあり、春節には長寿を願い食され、大晦日（過年、guònián）には年越し餃子（更歳餃子、gèngsuì jiǎozǐ）を食べる。また、皇帝も王朝と社稷の永続を祈願し、春節のときだけ餃子を食したという。ただこれは元来は北部の習慣である。元旦にも豊作を神霊に祈りつつ餃子が食される地域があり、儀礼食としても定着している。地域によっては婚礼や法要時にも食され、婚礼時には半月型の餃子を茹でて食されることが多い。

### 餃子の皮
餃子の皮は一般的に小麦粉に水と食塩を混ぜてこねた生地を用いる。このほかに浮き粉（小麦粉澱粉）を使用したエビ餃子が広東地方から広まっている。
- 山東省の黄河流域の一部の農村地域には雑穀の粉を使った餃子がある[3]。
- 内モンゴル自治区の赤峰市には、そば粉を小麦粉に配合して蒸し餃子にする文化がある[3]。
- 甘粛省の一部地域では、トウモロコシの粉を小麦粉に配合して用いる[3]。
- 長江中流から下流域では米粉を使った餃子（米餃、餃巴、粉餃、米脚など）がある[3]。
- 上海市や南京市の周辺地域には「蛋餃」と呼ばれる卵餃子がある[3]。卵餃子は中国語で「蛋餃子（ダンジャオズ、dànjiǎozi）」とも呼ぶもので、小麦粉の皮の代わりに、薄焼き卵を使ったもの[7]。

### 餃子の餡
中国では豚肉、白菜を使った一般的なものの他に、たとえば下記の様な具が用いられる。具材は地域によって大きく異なる。
- ニラ
- 香菜
- 椎茸
- 牛肉
- 羊肉
- ロバ肉
- サワラ
- エビ （「蝦餃」も参照）
- ふかひれ
- 豆腐
- ウニ

### 餃子の形
一般的には円形の皮に餡を置いて二つ折りにした半月形である。
- 山東省済寧市には花びら状のひだを付けた花辺型がある[3]。
- 山東省淄博市には半月形からさらに二つ折りにした元宝型がある[3]。

### 他地域の文化からの流入
日式餃子
中国では日本食レストランなどで焼餃子が逆輸入され「日式」の餃子として認知されるようになった。しかし中国でも受け入れられつつある日式拉麺などとは違い、皮が薄い日本式餃子をチャーハンや唐揚げなどと一緒に提供する食べ方は、「日本発祥」という認識も相まって全く受け入れられていない。日式餃子を前面に出して2005年に中国に進出した餃子の王将も2014年に撤退を発表した。
経典意式餃子（Flavour	Ravioli）
ラビオリは本来はイタリア料理であるが、中国では「餃子」と意訳されたり、「経典意式餃子」として餃子をもって代用する料理例がある。

## 日本の餃子
日本の餃子は、日本で独自に変化したもの（日本式中華料理）で、焼き餃子が主流である。中国でも「鍋貼」と呼ばれる日本式焼き餃子と同じ調理法のものが一応は存在し、第二次世界大戦前の日本で出版された料理本にも「鍋貼」が掲載されている。例えば中村俊子『家庭でできるおいしい支那料理』（P183、富文館、1927年）に「鍋烙餃子」（焼餃子）の作り方がある。中国東北部（かつての満洲）では蒸し餃子が主流で、古くなった餃子は油で炒める習慣があり、それは日本式の焼き餃子に似るが、あくまで「残り物」の処理方といった位置付けである（中国では茹でた水餃子が主流）。日本の餃子は具材や調理法も中国で主流のものと異なる。

## 餃子の伝播

### 餃子状食品
中国食文化調査を行った文化人類学者に石毛直道がおり、石毛は「餃子状食品」について1.マントウ（饅頭）、2.ボーズ（包子）、3.モモの3系統に分類した。
1. マントウ（饅頭）
朝鮮半島のマンドゥ、中国新疆ウイグル自治区のマンタ、トルコのマントゥ、ウズベキスタンのマントゥイなどがこれに含まれる[3]。
朝鮮料理では、餃子に極めて類似した「マンドゥ（만두(饅頭)）」が存在する。「クンマンドゥ（군만두(군饅頭)[注 2]）」は、中国の「鍋貼」や日本の焼き餃子に近いもので、「ムルマンドゥ（물만두[注 3]）」は水餃子と同様に茹でたものである。具材にはダイコン、豚肉、ニラ、キムチ、豆腐、春雨などが使われる[10]。
2. ボーズ（包子）
モンゴルの水餃子バジンなどがこれに含まれ、中国の「扁食」に由来するという[3]。包子も参照。
3. モモ
チベット高原やネパールにみられる餃子状の食品及び具のない饅頭状の食品がこれに含まれるという[3]。モモも参照。

### プラットフォーム料理
餃子は具材や調理法がアレンジしやすいため「プラットフォーム料理」と呼ばれている。中国発祥の餃子は日本の焼き餃子の形でフランスに持ち込まれたが、焼き餃子のほうが水餃子に比べて機械で作りやすく、調理時間が短いため、欧米の飲食店で導入しやすかったためとされる。
フランスでは日本人シェフがプロデュースした餃子専門店が「餃子バー」として出店している。

## 関連する料理
デザート餃子
最近ではフルーツやお菓子などが餃子のタネとして使われたりトッピングされたりするデザート餃子というものがある。
餃子鍋
具材のメインとして餃子を用いた鍋料理。2010年冬シーズンの鍋料理市場において注目されるメニューとなっている。通常の餃子は長時間煮込むと煮崩れしやすいため、皮の耐久性を高めた鍋専用餃子が開発され飲食店で使用している。家庭で餃子鍋を作る際、市販されている焼き餃子を鍋に使用すると皮の状態によって、煮崩れしやすくなるため、その対策として餃子に片栗粉をまぶすことで皮の耐久性を高める方法が考案されている。

## 餃子が関係する作品
- 『サイキックハーツ』 - トミーウォーカー社のプレイバイウェブ。宇都宮市のご当地怪人として「宇都宮ぎょうざ怪人」が登場する。これは「ご当地怪人」という敵種族のサンプルキャラクターでもある。
- 『ドラゴンボール』 - 作品初期からの登場人物として餃子が登場する（読みはチャオズ）が、天下一武道会出場時に漢字表記で登録したため、実況アナウンサーから読みを「ギョウザ」と誤読されるシーンがある。